# Медаль «За особые заслуги» (ООН)
Медаль «За особые заслуги» (англ. United Nations Special Services Medal) — награда, вручаемая от имени ООН участникам различных миссий и программ Организации Объединённых Наций, не подпадающих под критерий миротворческих. Медаль не является знаком отличия за личные подвиги или достижения, а только отмечает факт участия в миссии ООН в течение определённого времени.

## История
Медаль учреждена в июне 1995 года для награждения военнослужащих и гражданских полицейских, работающих в ООН в ином качестве, нежели в составе миротворческих миссий и операций или в центральных учреждениях ООН. Для указания миссии или программы, за работу в которой вручена медаль, на ленту медали крепится металлическая планка с названием страны или организации системы ООН (УВКБ, ЮНСКОМ и т.д.).
Для получения права на медаль необходимо прослужить непрерывно в составе миссии 90 дней.
| Миссия            | Годы миссии | Надпись на планке       |
| ----------------- | ----------- | ----------------------- |
| УВКБ / UNHCR      | 1950 — н/в  | UNHCR                   |
| UNOCHA            | 1989—1990   | UNOCHA                  |
| UNMCTT            | 1989—1993   | UNOCHA                  |
| ЮНСКОМ / UNSCOM   | 1991—1999   | UNSCOM                  |
| UNCMAC            | 1993—2005   |                         |
| UNMADP            | 1995—2005   |                         |
| МИНУГУА / MINUGUA | 1997        | MINUGUA                 |
| INAROE            | 1997—2000   |                         |
| UXOL              | 1997—2003   |                         |
| UNOWA             | 2002 — н/в  |                         |
| ЮНМОВИК / UNMOVIC | 2002—2003   |                         |
| МООНСИ / UNAMI    | 2003 — н/в  |                         |
| ПМООНС / UNAMIS   | 2004—2005   |                         |
| МООНСА / UNAMA    | 2004 — н/в  | а) AFGHANISTAN б) UNAMA |
| ОООНТЛ / UNOTIL   | 2005—2006   | TIMOR LESTE             |
| UNMACC-SL         | 2007—2008   |                         |
| UNOSGI            |             | UNOSGI                  |

## Внешний вид
Для медали «За особые заслуги» используется типовой образец медали ООН.
Медаль бронзовая в форме диска диаметром 35,5 мм (1,4 дюйма). На лицевой стороне рельефное изображение эмблемы Организации Объединённых Наций, над которой литеры «UN» в линию. На оборотной стороне рельефная надпись в 2 строки: «IN THE SERVICE OF PEACE» («На службе мира»). В верхней части диска имеется ушко, через которое продето кольцо диаметром 12 мм (0,5 дюйма). Через кольцо пропускается лента медали.
Лента медали голубая, с белыми полосами по краям.

## Комментарии
1. ↑  Программа UNMCTT проходила в составе миссии UNOCHA. Сотрудники UNMCTT награждались медалью с планкой «UNOCHA».
2. ↑  Срок выслуги — 90 дней непрерывно или 180 дней суммарно.
3. ↑  Медаль «За особые заслуги» с планкой «MINUGUA» вручалась до учреждения особой медали МИНУГУА.